# Maclura brasiliensis
Maclura brasiliensis là một loài thực vật có hoa trong họ Moraceae. Loài này được (Mart.) Endl. mô tả khoa học đầu tiên năm 1848.